# Signorine grandi firme
Signorine grandi firme è stato un programma televisivo di Rai 3 e andato in onda per quattro puntate dal 10 al 31 dicembre 1981, ogni  giovedi alle 21:00.

## Il programma
Il titolo del programma nasce dalle "Signorine grandi firme" disegnate negli anni '30 da Gino Boccasile per la rivista Le Grandi Firme, fondata da Pitigrilli, e alle quali fu dedicata la canzone Signorina grandi firme, cantata da Carlo Moreno con il Trio Lescano.
Lo show segnò l'esordio alla conduzione di Carmen Russo e di Patrizia De Clara, le quali si esibivano anche in alcuni balletti che inframezzavano il programma.
Lo show, scritto da Mauro Severino e Dino Verde, era ispirato ai programmi televisivi degli anni '60, e venne registrato nello Studio 1 del CPTV di Via Teulada di Roma.
Il programma vedeva anche la presenza, come showgirl, di Maria Teresa Ruta e Gloria Piedimonte e di comici quali Massimo Boldi, Giorgio Bracardi e Enzo Iacchetti, i quali animavano gli spazi comici del programma.

## Curiosità
Fu uno dei primi programmi in cui comparve un'allora sconosciuta Lorella Cuccarini, che faceva parte del corpo di ballo del programma. 

## Cast tecnico
- Regia: Mauro Severino
- Autori: Mauro Severino, Dino Verde
- Scenografia: Cesarini da Senigallia
- Costumi: Gabriele Mayer
- Coreografie: Sergio Iapino
- Primo ballerino: Carmen Russo
- Direzione musicale: Danilo Vaona